# 宮崎喜久太郎
宮崎 喜久太郎（みやざき きくたろう、1869年12月1日（明治2年10月28日） - 1929年（昭和4年）5月7日）は、明治時代後期から大正時代の政治家、銀行家。貴族院多額納税者議員。

## 経歴
駿河国有渡郡弥勒町（静岡県安倍郡大里村字弥勒を経て現静岡市葵区弥勒）で、宮崎揚之助の長男として生まれる。静岡英学校、国民英学会、白文学院などで英語、漢学を学ぶ。静岡実業銀行頭取、扶桑銀行、駿南銀行、長田貯蓄銀行各取締役などを歴任した。
1904年（明治37年）静岡県多額納税者として貴族院議員に互選され、同年9月29日から1911年（明治44年）9月28日まで在任した。

## 親族
- 祖父：宮崎総五（貴族院多額納税者議員）[1]